# Rembò
Con il titolo di Rembò nacque un programma radiofonico trasmesso da Rai Radio2 nel mese di dicembre 2005 e gennaio 2006, ma il romanzo scritto da Davide Enia e che porta lo stesso titolo non è la semplice trascrizione del programma radiofonico perché reca alcune significative varianti nonché ampliamenti della narrazione stessa.

Il programma radio si snodava in 15 puntate; allo stesso modo il libro è diviso in tre atti, ognuno da 5 capitoli, raggiungendo così la quota 15 capitoli più uno aggiuntivo, una lettera alla zia del protagonista, che è stata anche la puntata extra messa in onda alla fiera del libro di Torino in occasione della presentazione del libro stesso.

All'inizio di ogni atto v'è un piccolo capitolo che è un'aggiunzione rispetto al programma. Alla fine del libro sono presenti le trascrizioni di testimonianze di personaggi come Alessandro Bergonzoni, Massimo Cirri e Filippo Solibello, Gianni Mura... che erano presenti nel programma radiofonico.

Altra novità è la presenza al bordo del libro del titolo delle musiche che accompagnarono il programma radiofonico, come Paranoid Android dei Radiohead o la Fuga in G minor BWV861 di Bach suonata da Glenn Gould.

## Trama
Il libro narra delle gesta di Rembò, calciatore palermitano degli anni '70, in odore di nazionale che si ritira nel 1974 a soli 19 anni. Di lui, da allora, non si sa più niente.

Il programma radiofonico nasceva come inchiesta su questo calciatore.

L'ultima informazione che abbiamo di Rembò è una tomba a Marsiglia che riporta la data 10 novembre 1991.

Rembò, inoltre, per uno strano giuoco di combinazioni, è la trascrizione fonetica di Arthur Rimbaud, celeberrimo poeta francese ritiratosi dalla attività poetica a soli 24 anni, per poi scomparire e forse riapparire (non si hanno notizie certe) coinvolto in una tratta di uomini in Africa.

Il libro diventa anche pretesto per narrare di altri personaggi, che alla fine si riveleranno i veri protagonisti: lo zio di Davide Enia Serafino, di professione osservatore e che scoprì Rembò come calciatore, grosso di corpo ma di cervello fino, compositore di puzzle assurdi ma, in fondo, sensati, fumatore accanito, morto della ormai rarissima malattia nota come vecchiaia; la zia Pupetta, sua sorella, religiosissima in quanto a 4 anni entrata in coma per una meningite e sopravvissuta, dice lei, per avere sognato Gesù Cristo: a lei, le preghiere, gliel'insegno proprio lo zio Serafino con molte varianti; anche la sorella dell'autore, morta il 28 marzo 1990, è un personaggio chiave.

Assieme a questi, troviamo anche celebrità del mondo della letteratura e della musica: l'argentino Jorge Luis Borges (nel capitolo 12 vi è ritratto il suo racconto La città degli immortali, anche qui con alcune varianti), il bardo William Shakespeare, l'eccentrico Glenn Gould.

Fino ad arrivare all'ultimo capitolo, che svela come nacque il programma radio e che finisce come iniziava il primo capitolo: sulle note del Sgt. Pepper's Lonely Hearts Club Band (reprise) del Beatles, secondo un circolarità che è, poi, il vero tema della struttura narrativa.

## Edizioni
- Davide Enia, Rembò, Fandango distribuzione, 2006,  p. 254, ISBN 88-6044-012-2.